# Богородчанський район
Богородча́нський райо́н — колишній район України у центральній частині Івано-Франківської області. Районний центр: Богородчани. Населення становить 70 120 осіб (на 1 серпня 2013). Площа району 799 км². Утворено 1940 року.

### Розташування
Межує з Тисменицьким, Надвірнянським, Рожнятівським і Калуським районами області та Закарпаттям.
У фізико-географічному плані територія району неоднорідна і поділяється на три ландшафтні зони: рівнинна, передгірська та гірська. Його найвища точка — гора Велика Сивуля, що має висоту 1836 м.

### Геологія

#### Грязевий вулкан
У селі Старуня є грязьовий вулкан та сольова криниця.
Старунський вулкан заявив про себе у 1977 році, коли в Румунії стався землетрус, поштовхи якого були відчутні і на Прикарпатті. Тоді ж на північній околиці села відбувся зсув ґрунту, що утворив невелику долину з озерцем. Відтоді вулкан не заспокоюється, дихаючи через десятки міні-кратерів. Науковці мають декілька пояснень причин виникнення цього геологічного дива. За однією з гіпотез, вулкан утворився на так званій антиклінальній складці, тобто випуклій структурі, яка має кілька розломів земної кори. І тому завдяки певним фізико-хімічним процесам, що проходять на глибині 600—1000 метрів, відбуваються виверження грязей, мінеральної води, розсолів. Тут також утворюються сполуки свинцю, цинку, є прояви новітньої тектоніки, молодих рухів земної кори. За перших сім років ця територія піднялася на один метр. І загалом, на думку вчених, маємо наочний геологічний музей, природну лабораторію процесів сучасного мінералоутворення. Це місце за своєю оригінальністю, комплексом геологічних явищ, а також за науковою цінністю, не має аналогів у світі.[джерело?]

### Гідрологія

#### Водоспади
- Манявський водоспад
- Замлацький водоспад
- Мар'янчині водоспади
- Малий Кузьминець
- Під Комином
- Під Комином Верхній
- Липни́ки
- Раковецький

### Природні ресурси
Район багатий на різноманітні природні ресурси. Тут є поклади таких корисних копалин, як нафта, природний газ, кухонна сіль, озокерит, торф, а також будівельні матеріали (гравій, камінь), гідромінеральні, лісові і рекреаційні ресурси.

### Флора
Загальна площа лісів становить 41,3 тис. га., що становить 52 % площі району.

#### ПЗФ
На північно-східних схилах Ґорґан (гірський масив Українських Карпат) розташований ботанічний заказник «Скит-Манявський». Це — один з най мальовничіших ландшафтів Передкарпаття з ялицевими, смереково-буково-ялицевими лісами, красивим лісовим озером, унікальними скельними утворами та єдиним в Івано-Франківській області насадженням модрини польської («хвойного дуба»).

## Історія
Історія Підгірського краю сягає глибокої давнини. В результаті розкопок на території села Старуні виявлено десять стоянок первісних людей. Проживали на території району племена часів трипільської культури (середини 4 — кінця 3 тисячоліття до нашої ери).
Рештки городищ давньокиївського періоду поблизу сіл Грабовець і Горохолина показують, що в перших століттях нашої ери тут жили слов′янські племена білих хорватів.
Згідно з першими писемними згадками найстарішими поселеннями є Грабовець, Жураки, Монастирчани, Підгір'я (колишня назва Ляхівці), Старуня. В Галицько-Волинському літописі згадується про поселення Краснопіль (нинішній Солотвин).
Район утворено 17 січня 1940 року з трьох складових Станіславського повіту — міста Богородчани і сільських ґмін Богородчани Старі й Ляхівці.
За даними облуправління МГБ у 1949 р. в Богородчанському районі підпілля ОУН найактивнішим було в селах Горохолина, Грабовець і Хмелівка. Підпілля ОУН активно діяло до 1951 року.
Указом Президії Верховної Ради УРСР 11 березня 1959 р. до Богородчанського району приєднаний Солотвинський район, 30 грудня 1960 р. — Лисецький, Надвірнянський, Тисменицький, Яремчанський райони і частина Ланчинського. Сучасні межі району затверджені 4 січня 1965 року.
Івано-Франківська обласна Рада рішенням від 15 листопада 1995 року з Богородчанського району передала Молодківську сільраду до складу Надвірнянського району.

## Адміністративний устрій
Адміністративно-територіально район поділяється на 2 селищні ради та 30 сільських рад, які об'єднують 41 населений пункт і підпорядковані Богородчанській районній раді. Адміністративний центр — смт Богородчани.

## Економіка

### Промисловість
Промисловий комплекс району представлений підприємствами добувної, обробної промисловості та з виробництва і розподілення електроенергії, газу, тепла і води.
Промисловий потенціал району утворюють підприємства: ТОВ «Богородчанський молокозавод», Солотвинське державне лісогосподарське підприємство, ДП завод «Промекс» ВАТ «Івано-Франківськпромприлад», Дзвиняцька філія ТОВ «Уніплит», ДП «Богородчанинафтогаз».

### Агропромисловий комплекс
В економіці району провідне місце займає сільське господарство. Напрям господарства — вирощування зернових і технічних культур, тваринництво. Всього земельних угідь — 82 431 га, в тому числі орної землі — 17 318 га, лісів — 38 744 га, лук та пасовищ — 9939 га. В районі працює 14 колгоспів та 1 радгосп.

## Населення
Розподіл населення за віком та статтю (2001):
| Стать | Всього | До 15 років | 15-24 | 25-44  | 45-64 | 65-85 | Понад 85 |
| --- | ------ | ----------- | ----- | ------ | ----- | ----- | -------- |
| Чоловіки | 33 579 | 8023        | 5621  | 10 397 | 6190  | 3234  | 114      |
| Жінки | 36 631 | 7612        | 5219  | 9836   | 7234  | 6353  | 377      |
| \| Статево-вікова піраміда \| Статево-вікова піраміда \| Статево-вікова піраміда \| \| ----------------------- \| ----------------------- \| ----------------------- \| \| Чоловіки \| Вік \| Жінки \| \| 114 \| 85 + \| 377 \| \| 181 \| 80-84 \| 566 \| \| 544 \| 75-79 \| 1431 \| \| 1148 \| 70-74 \| 2095 \| \| 1361 \| 65-69 \| 2261 \| \| 1424 \| 60-64 \| 2057 \| \| 1150 \| 55-59 \| 1411 \| \| 1663 \| 50-54 \| 1744 \| \| 1953 \| 45-49 \| 2022 \| \| 2583 \| 40-44 \| 2538 \| \| 2612 \| 35-39 \| 2395 \| \| 2545 \| 30-34 \| 2384 \| \| 2657 \| 25-29 \| 2519 \| \| 2596 \| 20-24 \| 2400 \| \| 3025 \| 15-20 \| 2819 \| \| 3176 \| 10-14 \| 2940 \| \| 2673 \| 5-9 \| 2576 \| \| 2174 \| 0-4 \| 2096 \| |        |             |       |        |       |       |          |
| Статево-вікова піраміда |        |             |       |        |       |       |          |
| Чоловіки | Вік    | Жінки       |       |        |       |       |          |
| 114 | 85 +   | 377         |       |        |       |       |          |
| 181 | 80-84  | 566         |       |        |       |       |          |
| 544 | 75-79  | 1431        |       |        |       |       |          |
| 1148 | 70-74  | 2095        |       |        |       |       |          |
| 1361 | 65-69  | 2261        |       |        |       |       |          |
| 1424 | 60-64  | 2057        |       |        |       |       |          |
| 1150 | 55-59  | 1411        |       |        |       |       |          |
| 1663 | 50-54  | 1744        |       |        |       |       |          |
| 1953 | 45-49  | 2022        |       |        |       |       |          |
| 2583 | 40-44  | 2538        |       |        |       |       |          |
| 2612 | 35-39  | 2395        |       |        |       |       |          |
| 2545 | 30-34  | 2384        |       |        |       |       |          |
| 2657 | 25-29  | 2519        |       |        |       |       |          |
| 2596 | 20-24  | 2400        |       |        |       |       |          |
| 3025 | 15-20  | 2819        |       |        |       |       |          |
| 3176 | 10-14  | 2940        |       |        |       |       |          |
| 2673 | 5-9    | 2576        |       |        |       |       |          |
| 2174 | 0-4    | 2096        |       |        |       |       |          |

Національний склад населення за даними перепису 2001 року:
| Національність | Кількість осіб | Відсоток |
| -------------- | -------------- | -------- |
| українці       | 69836          | 99,46 %  |
| росіяни        | 273            | 0,39 %   |
| білоруси       | 20             | 0,03 %   |
| молдовани      | 15             | 0,02 %   |
| поляки         | 15             | 0,02 %   |
| інші           | 53             | 0,08 %   |

Мовний склад населення за даними перепису 2001 року:
| Мова       | Кількість осіб | Відсоток |
| ---------- | -------------- | -------- |
| українська | 69949          | 99,63 %  |
| російська  | 218            | 0,31 %   |
| молдовська | 12             | 0,02 %   |
| інші       | 33             | 0,05 %   |

За даними Головного управління статистики в Івано-Франківській області, станом на 1 січня 2010 року чисельність наявного населення району становила 69396 осіб, з яких 11774 особи проживали у міських поселеннях та 57622 — у сільській місцевості.

## Освіта
У районі є 49 загальноосвітніх шкіл, школа робітничої молоді, 38 клубів, 7 будинків культури, 44 бібліотеки.

## Політика
25 травня 2014 року відбулися Президентські вибори України. У межах Богородчанського району було створено 46 виборчих дільниць. Явка на виборах складала — 74,44 % (проголосували 39 884 із 53 579 виборців). Найбільшу кількість голосів отримав Петро Порошенко — 69,11 % (27 564 виборців); Юлія Тимошенко — 12,82 % (5 112 виборців), Олег Ляшко — 8,98 % (3 581 виборців), Анатолій Гриценко — 3,70 % (1 477 виборців). Решта кандидатів набрали меншу кількість голосів. Кількість недійсних або зіпсованих бюлетенів — 0,64 %.

## Архітектурні пам'ятки
У Богородчанському районі Івано-Франківської області на обліку перебуває 29 пам'яток архітектури.
На території району, поблизу с. Маняви, знаходиться пам'ятка архітектури XVII ст. — Манявський скит, — заснований у 1606 р. Й. Княгиницьким, вихованцем Афонського монастиря. Скит мав до 200 ченців і десятки підпорядкованих монастирів у Галичині, на Буковині та у Молдавії. В 1748 році Скит від Константинополя одержав ставропігію, тобто став самоврядувальним і незалежним. У 1612 р. споруджена Хрестовоздвиженська церква. Припускається, що у Скиті похований гетьман України І. Виговський. Скит Манявський — аскетичний чоловічий монастир східного обряду (український Афон), визначний осередок духовності, культури і мистецтва України. Це святе місце з цілющою джерельною водою у мальовничому карпатському міжгір'ї з оздоровлюючим мікрокліматом. Зараз це відреставрований ансамбль кам'яних і дерев'яних споруд, обгороджених високою кам'яною стіною з вежами і бійницями — вдалий синтез гірського рельєфу і фортифікаційних забудов. Саме тут було створено шедевр українського сакрального живопису Богородчанський іконостатс, виконаний 1698—1705 рр. Йовом Кондзелевичем. Відстань від Івано-Франківська — 60 км.

### Відомі люди
На Богородчанській землі творили або народилися відомі діячі: Антін Могильницький — поет, автор поеми «Скит Манявський» (1811–1873); Юліан Целевич (1843–1892 рр.), автор праці «Історія Скита Манявського»; письменник Михайло Петрушевич (1869–1895); Олексій Заклинський, автор «Записок пароха Старих Богородчан» (1819–1881 рр); Іван Капущак, посол до Віденського парламенту (1807–1868 рр.); художник Модест Сосенко (1875–1920); класик української літератури Яцків Михайло Юрійович (1873–1861 рр.); колишній міністр земельних справ в уряді ЗУНРу Михайло Мартинець.

## Світлини

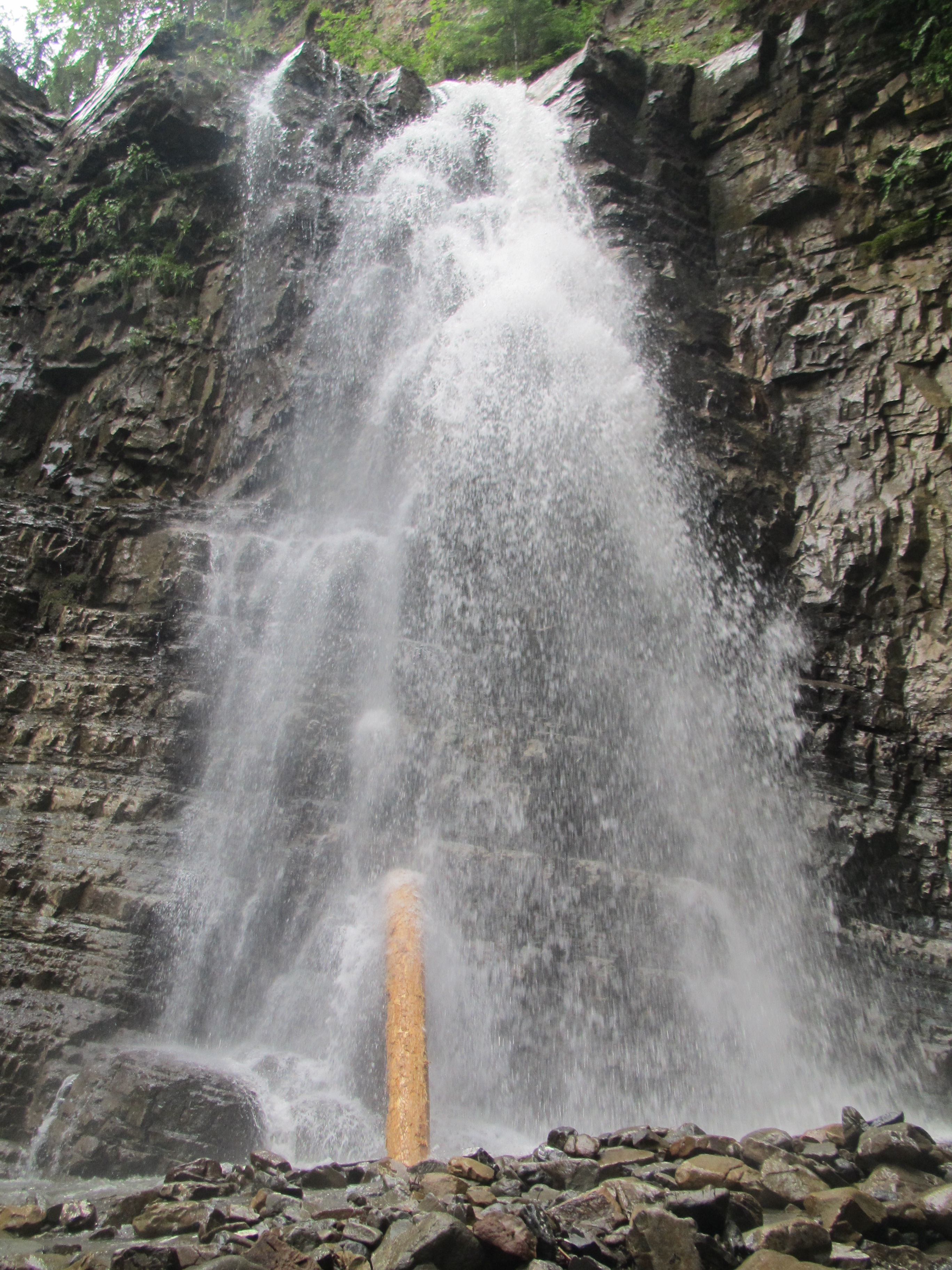
Манявський водоспад
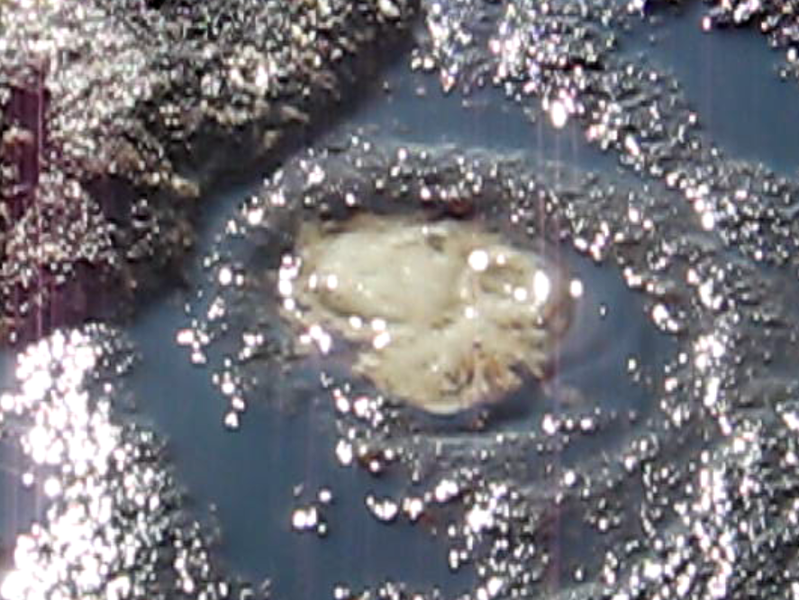
Старунський грязевий вулкан
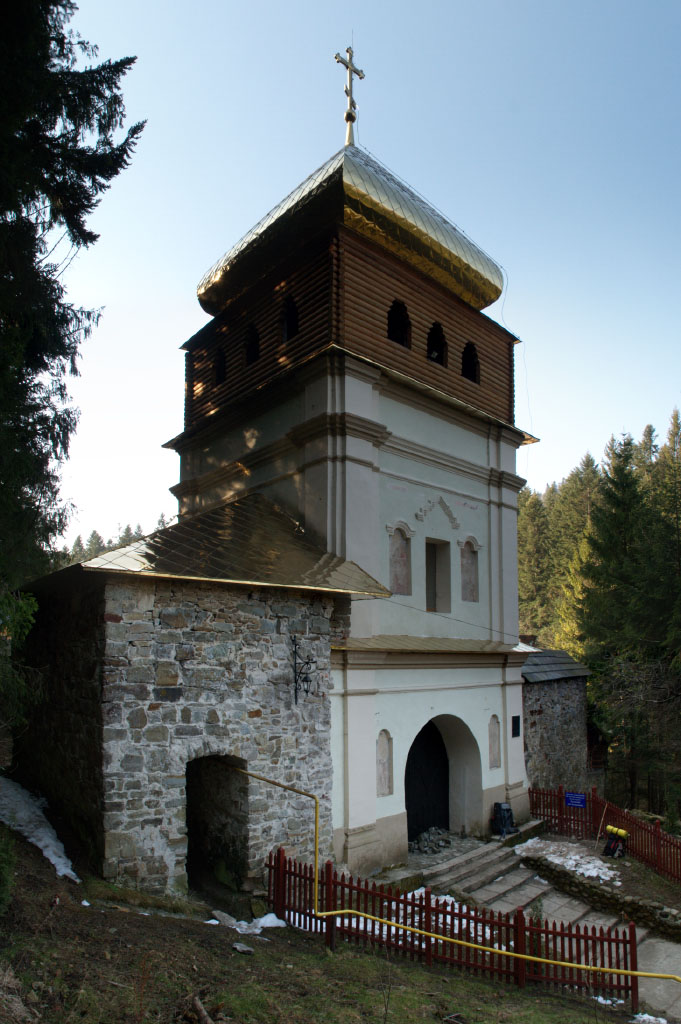
Манявський Скит
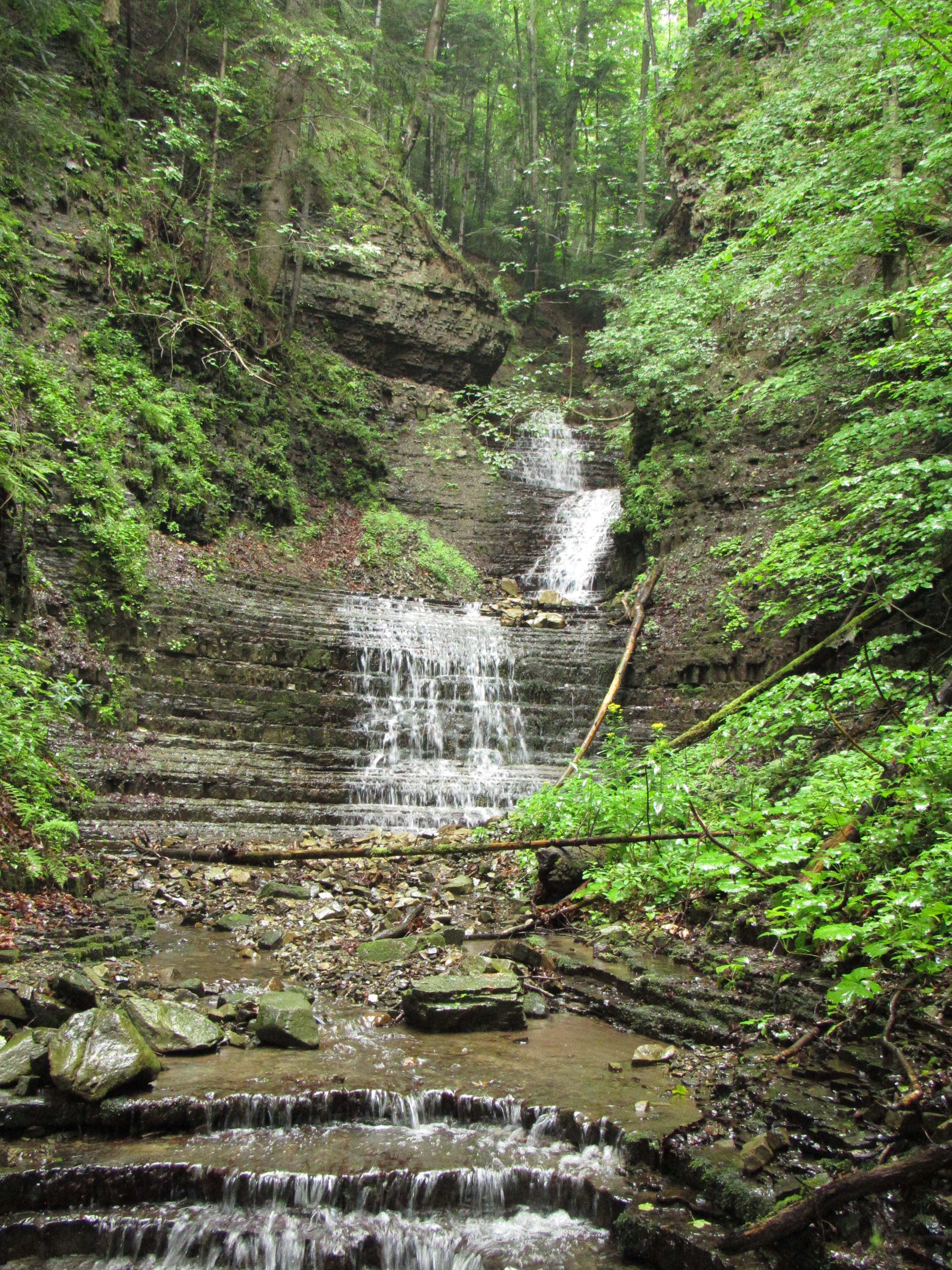
Водоспад Під Комином верхній
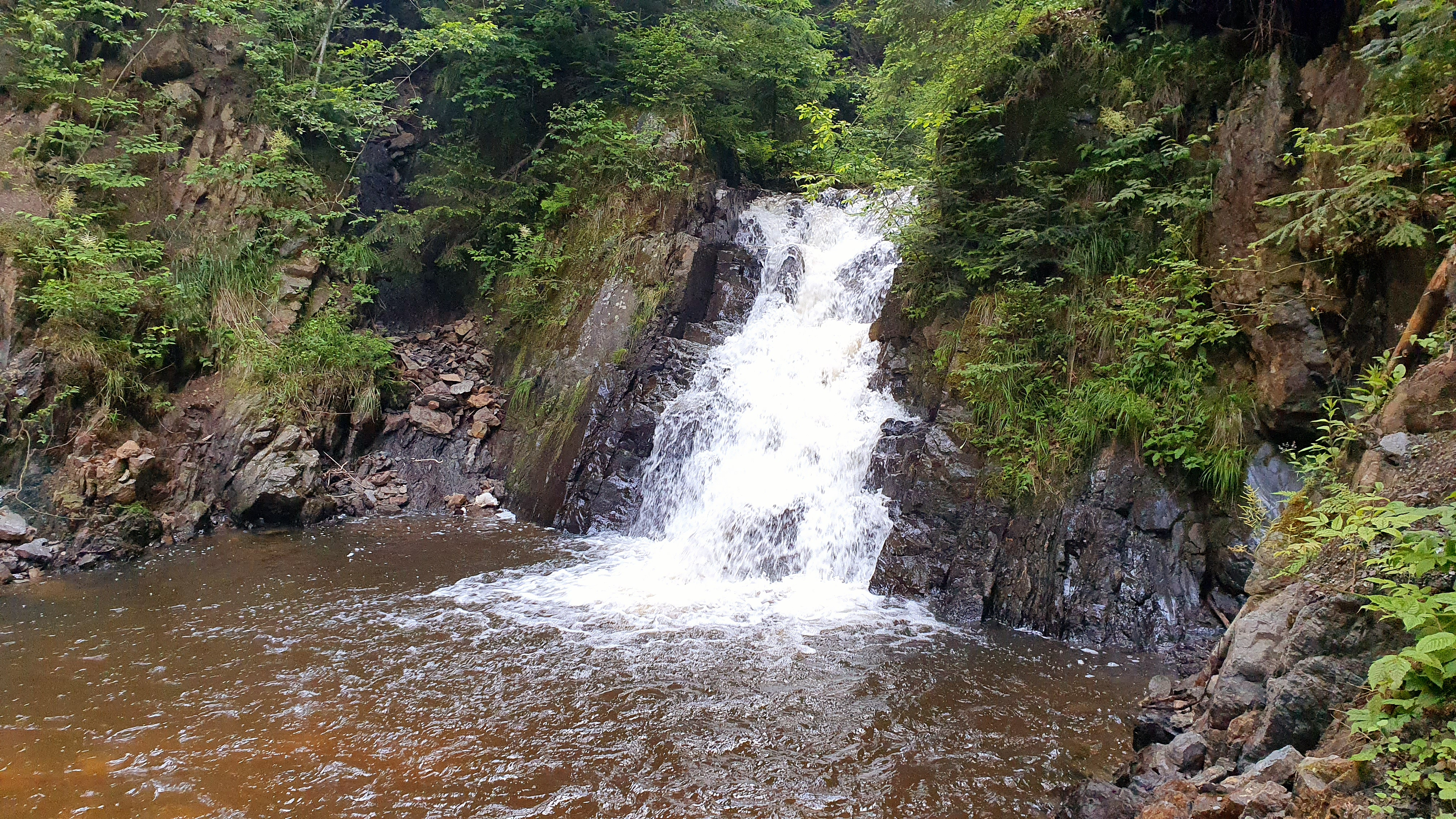
Малий Кузьминець
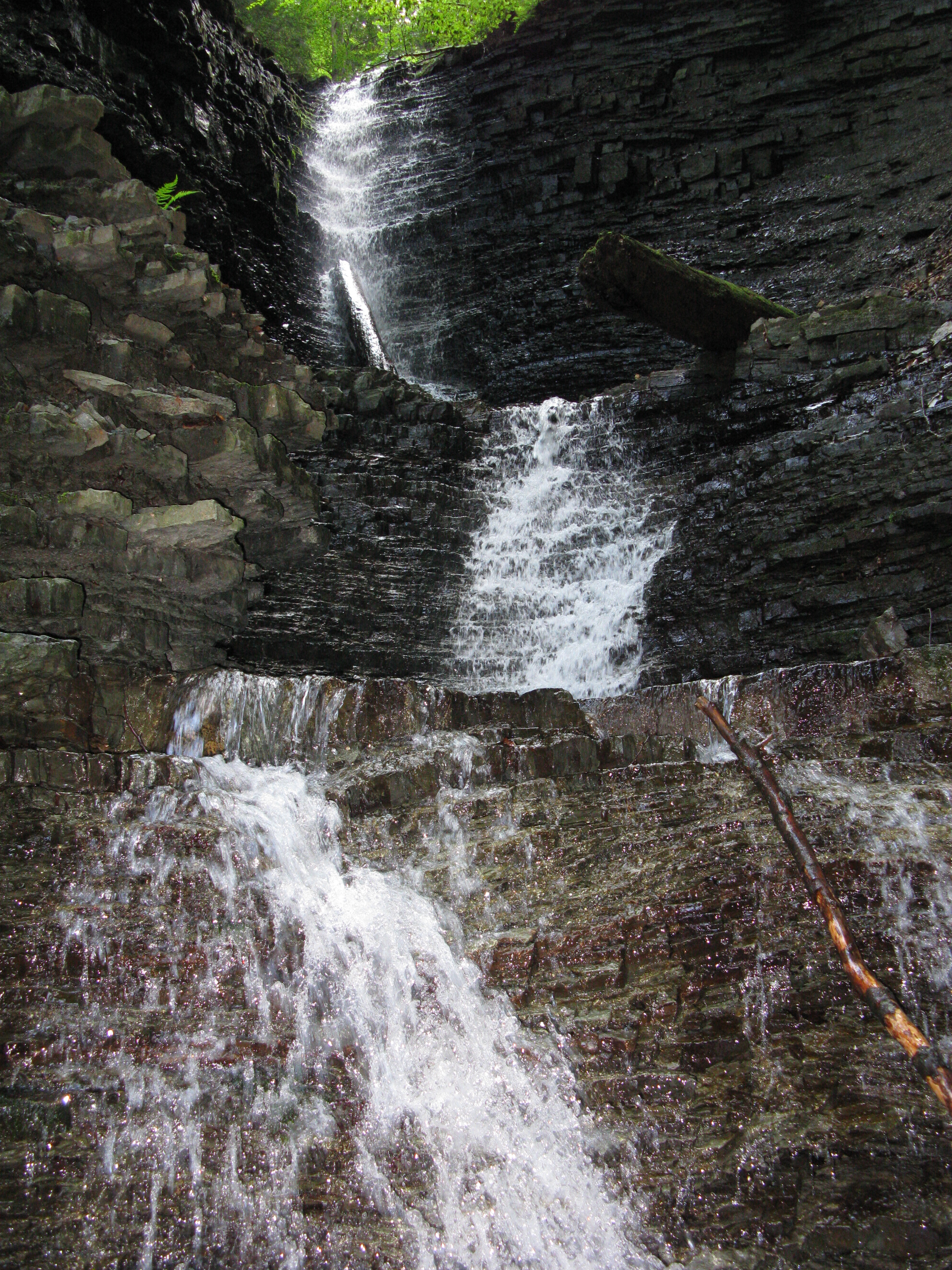
Мар'янчині водоспади
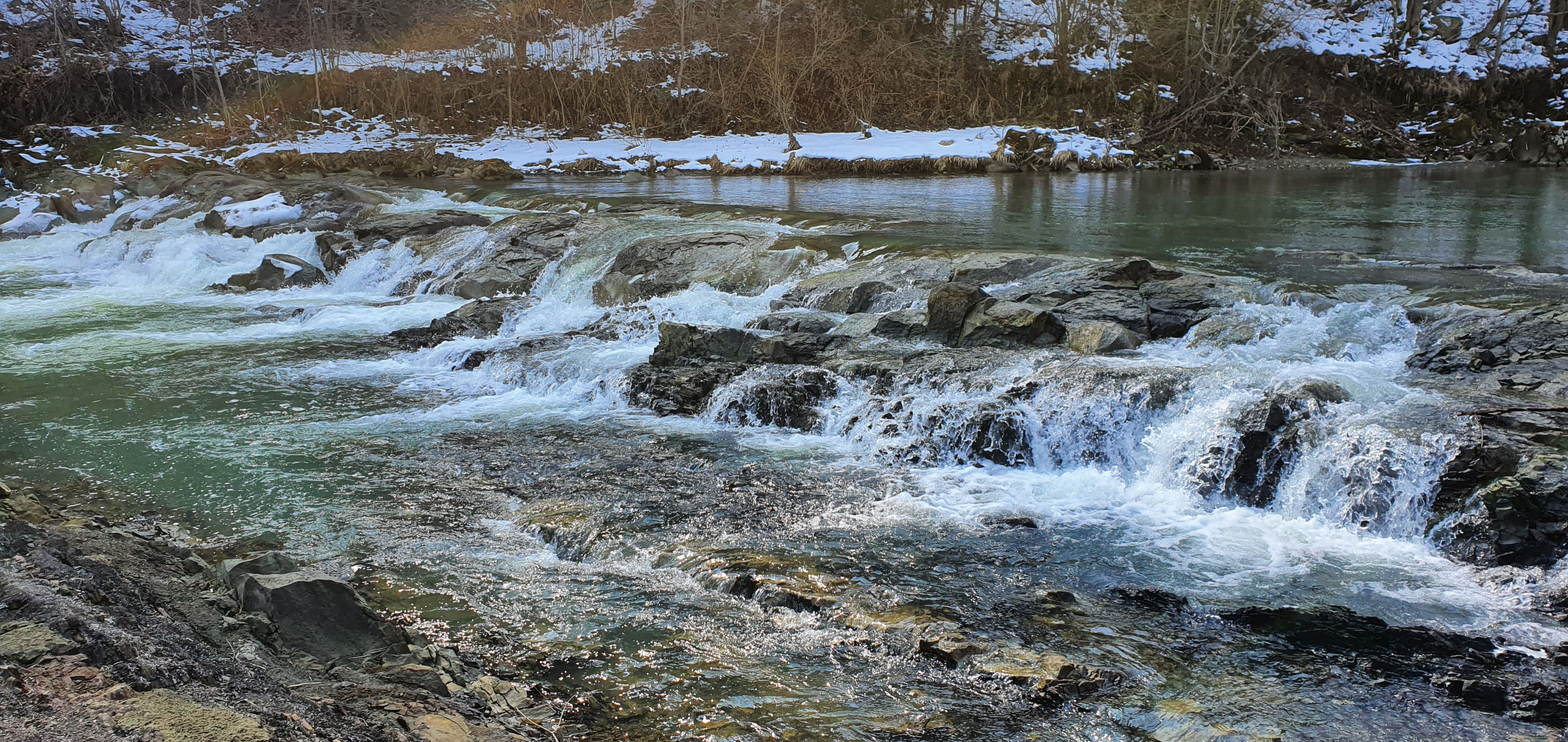
Раковецький водоспад